# Accidente del Learjet 45 de la Fuerza Aérea Mexicana
El accidente del Learjet 45 de la Fuerza Aérea Mexicana se produjo el 21 de febrero de 2021, cuando un avión que transportaba a 6 militares de la Fuerza Aérea Mexicana, se estrelló al final de la pista mientras intentaba despegar del aeropuerto el Lencero, en el municipio Emiliano Zapata, Veracruz, cayendo y chocando contra unos matorrales. Murieron los seis tripulantes a bordo, por causa del incendio posterior al choque. Tenía previsto volar con escala hacia Villahermosa, Tabasco.

## Aeronave
La aeronave era un Learjet 45, registrado como 3912. Se fabricó en 2007 por la canadiense Bombardier, operando en un principio para empresas de taxis aéreos en los Estados Unidos bajo la matrícula N390GG, hasta que en el año 2014, la aeronave fue adquirida por la Secretaría de la Defensa Nacional (SEDENA).
La aeronave habría sido vendida a la milicia mexicana con un total de horas de vuelo de planeador de 2,123.0 y con 1,558 aterrizajes. La capacidad de esta era de hasta 8 pasajeros en una cabina de pasajeros ejecutiva con un sanitario, un galley frontal y sistema de entretenimiento con un monitor delantero. 
Sus últimos vuelos se realizaron el 15 de febrero, días antes del desastre.
El día en que se accidentó, despegó a las 8:45h de Ciudad de México hacia Villahermosa, con escala en Xalapa. Cuando estaba despegando a las 9:45h del aeropuerto el Lencero de Xalapa, ocurrió el accidente.

## Reacciones e investigación
El gobierno mexicano reaccionó al evento y emitió un comunicado en su página oficial, diciendo:
La Secretaría de la Defensa Nacional informa a la opinión pública que, aproximadamente a las 09:45 horas de esta fecha, el aeronave LearJet 45 matrícula 3912 de la Fuerza Aérea Mexicana, sufrió un accidente al despegar del Aeropuerto Nacional “El Lencero”, ubicado en el municipio de Emiliano Zapata. En este acontecimiento lamentablemente perdieron la vida 6 elementos militares.
El personal de Generales, Jefes, Oficiales y Tropa que integramos el Instituto Armado expresamos nuestro más profundo pésame a las familias de nuestros compañeros de armas que lamentablemente perdieron la vida en cumplimiento de su deber. Esta Dependencia verificará que se otorguen los beneficios que por ley correspondan a sus derechohabientes, así como, el acompañamiento necesario para apoyarlos en todas sus necesidades durante este difícil momento.
La Comisión Investigadora y Dictaminadora de Accidentes Aéreos de esta Secretaría y la Inspección y Contraloría General del Ejército y Fuerza Aérea, realizarán los peritajes correspondientes para determinar las posibles causas que originaron el evento.